# Jānis Klovāns
Jānis Klovāns (Ruba, 9 aprile 1935 – Lettonia, 5 ottobre 2010) è stato uno scacchista lettone (sovietico fino al 1991).
Di professione ufficiale di carriera dell'Esercito sovietico, diventò Grande maestro nel 1997 all'età di 62 anni, dopo aver vinto il Campionato del mondo seniores a Bad Wildbad in Germania. Vinse altre due volte (nel 1999 e 2001) questo campionato. È probabilmente il Grande Maestro che ha ottenuto il titolo a tavolino in età più avanzata.
Vinse dieci volte il Campionato lettone nel periodo dal 1954 al 1989.
Fece parte della nazionale lettone alle Olimpiadi di Manila 1992 e di Istanbul 2000.
Nel 2001 ha ottenuto anche il titolo di Grande Maestro per corrispondenza.